# Имерка
И́мерка (Инерьхка) — озеро правобережной поймы нижнего течения реки Вад на территории Зубово-Полянского района Мордовии. Региональный гидрологический памятник природы, охраняется с 1974 года. Площадь охраняемой территории 14 га. Постоянный объект научных исследований.
Имерка одно из самых крупных озёр в пойме реки Вад, при этом округлая форма озерной котловины и характер растительности свидетельствуют о том что оно не является старицей. Располагается в 2,5 км восточнее села Журавкино, на высоте 105 метров над уровнем моря. Вода прозрачная, видимость до 2 м. Наиболее глубокое место (11 м) находится немного южнее центра озера.
На берегу озера находился домик писателя А. С. Новикова-Прибоя.
Озеро дало название ныне нежилому посёлку на его восточных берегах.